# ژان میشل باسو
ژان میشل باسو (انگلیسی: Jean Michel Bassot؛ زادهٔ ۲۹ ژانویهٔ ۱۹۵۹) بازیکن فوتبال اهل فرانسه است.
از باشگاه‌هایی که در آن بازی کرده‌است می‌توان به مرکز آکادمی فوتبال کلیر فونتین اشاره کرد.